# Іллертіссен
Іллертіссен (нім. Illertissen) — місто в Німеччині, знаходиться в землі Баварія. Підпорядковується адміністративному округу Швабія. Входить до складу району Ной-Ульм.
Площа — 36,45 км2. Населення становить 17 559 ос. (станом на 31 грудня 2020).